# عین تادلس
عین تادلس (به عربی: عین تادلس) یک شهرداری در الجزایر است که در ناحیه عین تادلس واقع شده‌است. عین تادلس ۸۶ کیلومتر مربع مساحت و ۳۸٬۸۲۳ نفر جمعیت دارد.